# Mongolia na Zimowych Igrzyskach Olimpijskich 1992
Reprezentacja Mongolii na Zimowych Igrzyskach Olimpijskich 1992 we francuskim Albertville liczyła czterech zawodników. Był to siódmy w historii start reprezentacji Mongolii na zimowych igrzyskach olimpijskich.

## Wyniki

### Biegi narciarskie

#### Bieg mężczyzn na 10 km techniką klasyczną
| Zawodnik           | Czas    | Miejsce | Źródło |
| ------------------ | ------- | ------- | ------ |
| Dzijcagaany Ganbat | 35:10.3 | 83.     | [ 1 ]  |
| Gongoryn Mjerjej   | 35:05.9 | 82.     | [ 1 ]  |

#### Bieg pościgowy mężczyzn na 15 km techniką dowolną
| Zawodnik           | Czas    | Miejsce | Źródło |
| ------------------ | ------- | ------- | ------ |
| Dzijcagaany Ganbat | 54:48.4 | 84.     | [ 2 ]  |
| Gongoryn Mjerjej   | 53:11.9 | 77.     | [ 2 ]  |

#### Bieg mężczyzn na 30 km techniką klasyczną
| Zawodnik           | Czas      | Miejsce | Źródło |
| ------------------ | --------- | ------- | ------ |
| Dzijcagaany Ganbat | 1:44:45.6 | 78.     | [ 3 ]  |
| Gongoryn Mjerjej   | 1:42:33.1 | 73.     | [ 3 ]  |

#### Bieg mężczyzn na 50 km techniką dowolną
| Zawodnik         | Czas      | Miejsce | Źródło |
| ---------------- | --------- | ------- | ------ |
| Gongoryn Mjerjej | 2:32:27.2 | 64.     | [ 4 ]  |

### Łyżwiarstwo szybkie

#### 1000 metrów mężczyzn
| Zawodnik                   | Czas    | Miejsce | Źródło |
| -------------------------- | ------- | ------- | ------ |
| Altangadasyn Sodnomdardżaa | 1:21.40 | 42.     | [ 5 ]  |

#### 1500 metrów mężczyzn
| Zawodnik                   | Czas    | Miejsce | Źródło |
| -------------------------- | ------- | ------- | ------ |
| Altangadasyn Sodnomdardżaa | 2:05.43 | 43.     | [ 6 ]  |

#### 5000 metrów mężczyzn
| Zawodnik             | Czas    | Miejsce | Źródło |
| -------------------- | ------- | ------- | ------ |
| Njamdondowyn Ganbold | 7:30.07 | 31.     | [ 7 ]  |

#### 10000 metrów mężczyzn
| Zawodnik             | Czas     | Miejsce | Źródło |
| -------------------- | -------- | ------- | ------ |
| Njamdondowyn Ganbold | 15:18.56 | 29.     | [ 8 ]  |